# Hansaplatz (stacja metra)
Hansaplatz – stacja metra w berlinie na linii U9, w dzielnicy Hansaviertel, w okręgu administracyjnym Mitte. Stacja została otwarta w 1961.